# إسلام عروس
 إسلام عروس  (1996 الجزائر) هو لاعب كرة قدم جزائري.

## روابط خارجية
- إسلام عروس على موقع قاعدة بيانات كرة القدم.إي يو (الإنجليزية)
- إسلام عروس على موقع Soccerway.com (الإنجليزية)